# Johan C. Schwarz-Nielsen
Johan Christoffer Schwarz-Nielsen (19. april 1924 – 7. november 1987) var sognepræst i Bistrup Sogn, Birkerød Kommune (nu Rudersdal Kommune) fra sognets oprettelse i 1963 til sin død i 1987. Inden da var han fra juli 1949 hjælpepræst i Birkerød Sogn, og fra 1954-63 residerende kapellan samme sted. Sognet omfattede dengang hele Birkerød Kommune.
Han var ud af en familie med en lang række præster, og således søn af sognepræst i Sundby Sogn Johan Christoffer Schwarz-Nielsen (16. september 1885 – 20. juni 1945) og blev student fra Christianshavns Gymnasium 1942.
Schwarz-Nielsen var fra 23. juli 1949 og til sin død gift med Bente Schwarz-Nielsen (født Blichmann 1. november 1927 på Frederiksberg, død 18. marts 2018), med hvem han fik tre sønner.

## Bistrup Sogn
I 1957 flyttede Schwarz-Nielsen til en nybygget præstebolig på Birkebakken 11 i Bistrup i den sydlige del af Birkerød Kommune og sogn. Nabogrunden - på hjørnet af Bistrupvej og Birkebakken - var afsat til byggeri af en ny kirke, Bistrup Kirke. Da et offentligt byggestop i 1962 betød, at det planlagte byggeri af Bistrup Kirke blev udskudt på ubestemt tid, besluttede Schwarz-Nielsen sig for at samle frivillige (120 i alt) fra sognet og bygge kirken selv; en byggemetode, der ikke havde været anvendt i Danmark i 800 år. Oprindeligt skulle de kun bygge den 'lave' del af kirken (med menighedslokaler m.m.), som blev afsluttet i 1963, og hvor der så blev indrettet et midlertidigt kirkerum, men da de nu var i gang, fortsatte de i yderligere fire år med hovedbygningen, der indeholder det egentlige kirkerum og det 21 meter høje tårn. I 1978-79 blev kirken forsynet med en tilbygning, Gerner-salen.
Efterfølgende tog han initiativet til at bygge Henrik Gerners Børnehave (1970-73) og Marie Gerners Vuggestue (1979-81). Disse projekter blev lavet som selvejende institutioner og til en stor del fra midler, der var indsamlet i sognet til disse formål. I 1982 tog Schwarz-Nielsen, der allerede i en årrække havde været feltpræst ved Kronens Artilleriregiment i Sjælsmark, til Cypern som feltpræst for det fredsbevarende danske DANCON FN-kontingent i et halvt år; en naturlig fortsættelse af hans tjeneste i Akademisk Skytteforening, O-gruppe 2, under besættelsen af Danmark 1940-45. 

## Velgørende arbejde
I 1957 tog Schwarz-Nielsen sammen med en kreds af menigheden i Bistrup initiativ til dannelsen af Bistrup Kirkekomite, der indsamlede en del af midlerne til bygningen af Bistrup Kirke. I 1967, da kirken stod færdig,  fortsatte man arbejdet under navnet Bistrup Kirkes Arbejdsudvalg, som indsamlede penge til almennyttigt og velgørende arbejde i og udenfor sognet; og som stadig gør det ved to aktiviteter, DELS den årlige sommerfest på Grundlovsdag (d. 5. juni) i præstegårdshaven på Birkebakken og DELS genbrugsforretningen Bøjlestangen på Vasevej i Bistrup/Birkerød. 
Schwarz-Nielsen var aktivt involveret i en række lokale og landsdækkende velgørende organisationer. Han var formand for Børnehjælpsdagen fra 1982 til sin død i 1987. og Guvernørrådsformand (formand for bestyrelsen i Lions Club) i 1968-1969. Han var endvidere formand for Lions Clubs Katastrofe- og Hjælpefond fra 1983 til sin død.
Schwarz-Nielsen er begravet på Assistens og Søholm Kirkegård, Birkerød.

## Galleri
- Johan C. Schwarz-Nielsen på byggepladsen, ca. 1963
- Schwarz-Nielsen på indsamling som "Lirekassemand", ca. 1980
- Schwarz-Nielsen ved Bistrup Sommerfest, ca. 1970